# ラーダ型潜水艦
ラーダ型潜水艦（ラーダがたせんすいかん、Lada class submarine）は、ロシア海軍の通常動力型潜水艦である。

## 名称
ラーダ型はNATOコードネームであり、ロシア海軍の計画名は677型潜水艦（Подводные лодки проекта 677 "Лада"）である。同様に1番艦であるサンクトペテルブルクに由来して、ペテルブルク級 (または「サンクトペテルブルク級」または「ペテルブルク級」)とも呼ばれ、輸出版は、アムール型潜水艦（Amur class）と呼ばれる。

## 開発
1980年代末、ロシアのディーゼル・エレクトリック潜水艦の系列の後継として、設計主任のユーリ・コルミリーチュンの元、ルビーン海洋工学中央設計局で設計が始まった。ソビエト連邦の崩壊により開発は遅れたが、1997年に1番艦「サンクトペテルブルク」が起工。その後もロシアの経済停滞で建造は遅れたが、2004年10月に進水。2005年6月30日、公試中の「サンクトペテルブルク」が、サンクト・ペテルブルク国際武器見本市でメディア向けに公開され、本型の全貌が明らかになった。

## 設計

ラーダ型の模式図

ラーダ型潜水艦は、"第4世代"のディーゼル・エレクトリック潜水艦として開発され、キロ型潜水艦までの従来の潜水艦に比べ、新しい艤装を有している。

### 艦体
ソ連の通常動力型潜水艦が船体の大型化の傾向を示していた中で、本型はキロ級潜水艦より小型になった。
それまでのソ連の通常動力型潜水艦と同様、予備浮力に余裕を持たせるために複殻構造をとっている。艦内配置も通常動力型潜水艦に典型的なもので、艦首にソナー・魚雷発射管室を備え、セイル直下に発令室を、後方に居住区と機関室を有する。一方、それまで船体にあった潜水舵は司令塔に装備された。
建造された艦の機関はディーゼル・エレクトリックだが、艦体を10m延長して燃料電池区画を挿入することで、「クリスタール27E」と呼ばれる燃料電池式AIP機関の搭載も可能である。

### 装備
魚雷発射管は6門有し、艦首上方に集中配置されている。艦首中心には、ソ連の潜水艦で初めて魚雷搭載用のハッチを有している。魚雷発射管からは、長魚雷はもちろんのこと、ノヴァトール設計局が開発した3M54E1「クラブS」対艦ミサイル、「クラブ」の対潜型である91RE1対潜ミサイルも発射できる。なお、一部でP-800「オニクス」を搭載する、などと書かれているが、オニクスは533mm発射管から撃ち出せず、船体中央部に対艦ミサイル垂直発射機区画を挿入しない限り、本級への搭載は不可能である。
射撃統制装置として、新開発のリティリ戦闘制御自動システムを備える。2本の潜望鏡は、ソ連の潜水艦として初めて内殻非貫通型のタイプのものである。

## 建造
本型は、2006年末までに3隻が起工されている。なお一部で、4隻が起工されていると書かれているが、これは、2006年11月に起工した3番艦セヴァストーポリが、当初、ペトロザボーツクという艦名を予定していた事から来る誤解である。2006年7月末、RIAノーヴォスチ通信は、「間もなく3番艦ペトロザボーツクが起工される」と報じたが、3番艦の起工は予定より遅れて11月にずれ込み、艦名も、ロシア海軍の過去の栄光に因んだ都市であるセヴァストーポリに変更された。
1番艦のサンクトペテルブルクは2004年10月に最新世代のロシア製ミサイルと魚雷とソナーを備えて進水し、2005年11月29日から洋上試験を始めた。報告によると2010年4月22日に試験を完了して同年にロシア海軍に配備された。しかし、サンクトペテルブルク就役前の洋上試験中に様々な問題点が発覚したことなどから、2005年7月28日に起工された2番艦クロンシュタットと2006年11月10日に起工された3番艦セヴァストーポリの建造は凍結された。その後改設計を経て2013年7月には2番艦、3番艦の建造が再開された。予定ではクロンシュタットは2017年、ヴェリーキエ・ルーキ（元セヴァストーポリ）は2018年に引き渡すこととなっていたがこれは2016年に延期が発表され2019年に引き渡されることが発表された。
2009年時点でロシア海軍は計8隻のラーダ型潜水艦を調達する計画である。

## 派生型

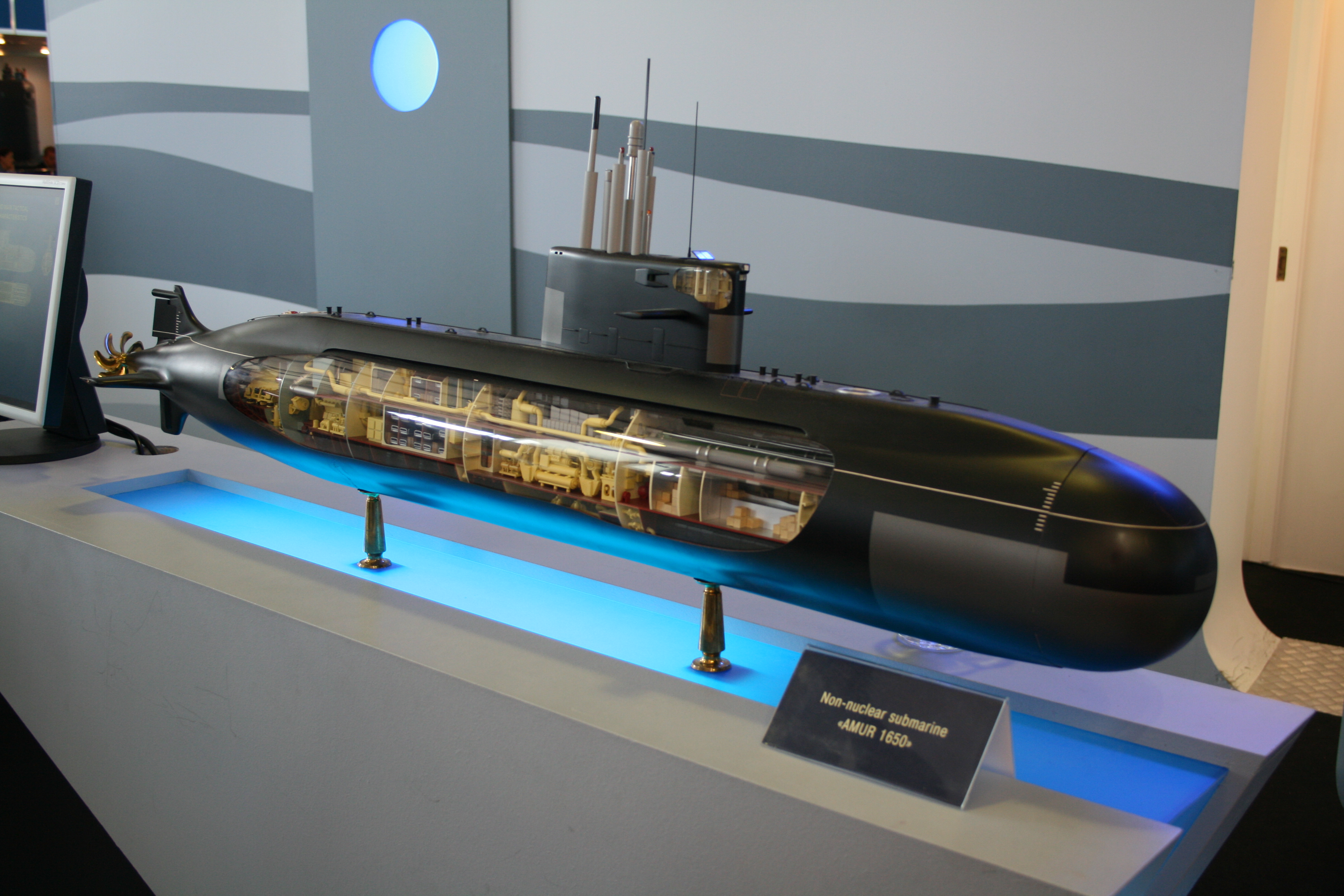
輸出仕様のアムール型の模型

いくつかの機能を省いたアムール型(Амур型：名称はアムール川に由来)が輸出向けに設計された。アムール型は、950型と1650型の2種類に分類される。ロシア側の報道によると、船体に施された新型の対ソナー用コーティングを特色とし、航続距離は拡張され、新型の対艦及び対潜兵器を搭載する新型潜水艦との事である。中国やインドなどの国が興味を示しているものの発注を受けておらず、建造された艦は1隻もない。

## 同型艦
| 艦番号 | 艦名                 | 建造所               | 起工            | 進水            | 就役           | 備考                                   |
| ------ | -------------------- | -------------------- | --------------- | --------------- | -------------- | -------------------------------------- |
| B-585  | サンクトペテルブルク | アドミラルティ造船所 | 1997年 12月26日 | 2004年 10月28日 | 2010年 4月24日 | 2010年 5月8日編入                      |
| B-586  | クロンシュタット     | アドミラルティ造船所 | 2005年 7月28日  | 2018年 9月20日  | 2024年 1月31日 |                                        |
| B-587  | ヴェリーキエ・ルーキ | アドミラルティ造船所 | 2006年 11月10日 | 2022年 12月23日 |                | 元セヴァストーポリ 2015年3月19日再起工 |
| B-???  | ヴォログダ           | アドミラルティ造船所 | 2022年 6月12日  |                 |                |                                        |
| B-???  | ヤロスラヴリ         | アドミラルティ造船所 | 2022年 6月12日  |                 |                |                                        |

## 仕様
| 形式:                                  | ラーダ      | (アムール-1850) | アムール-1650 | アムール-950 | (アムール-550) |
| 排水量 (浮上時):                       | 1765 t      | 1900 t          | 1765 t        | 1150 t       | 550 t          |
| 排水量 (潜航時):                       | 2300 t      | 2600 t          | 2300 t        | 1550 t       | 700 t          |
| 全長:                                  | 66,70 m     | 72 m            | 66,70 m       | 58,8 m       | 46 m           |
| 全幅:                                  | 7,1 m       | 7,1 m           | 7,1 m         | 5,65 m       | 4,4 m          |
| 全高:                                  | 6 m         | 6 m             | 6 m           | 6 m          | 2,5 - 3 m      |
| ディーゼル機関の出力:                  | 2 × 1250 kw | 2 × 1250 kw     | 2 × 1250 kw   | 2 × 1250 kw  |                |
| 電動機の出力:                          | 1 × 4100 kw | 1 × 4100 kw     | 1 × 4100 kw   | 1 × 4100 kw  |                |
| 潜航時速度:                            | 21 ノット   | 21 ノット       | 21 ノット     | 20 ノット    | 18 ノット      |
| 浮上時速度:                            | 11 ノット   | 11 ノット       | 11 ノット     | 11 ノット    | 11 ノット      |
| 最大潜航深度:                          | 300 m       | 300 m           | 300 m         | 300 m        | 300 m          |
| 潜航日数:                              | 45日        | 60日            | 45日          | 30日         | 20日           |
| 毎時3knでの電動機推進での航続距離:     | 650 海里    | 650 海里        | 650 海里      | 350 海里     | 250 海里       |
| 毎時7knでのディーゼル推進での航続距離: | 6000 海里   | 6000 海里       | 6000 海里     | 3000 海里    | 1500 海里      |
| 乗員:                                  | 35 名       | 45 名           | 35 名         | 18 名        | 18 名          |
| 魚雷発射管数:                          | 6           | 6               | 6             | 4            | 4              |
| 魚雷または SS-N-27ミサイル:            | 18          | 18              | 18            | 6            | 8              |
| 機雷:                                  | 24          | 24              | 24            | -            | 12 1           |
| SS-N-26ミサイル発射装置:               | -           | -               | -             | 10           | -              |

1 = 推定